# Lijst van burgemeesters van Baardwijk
Dit is een lijst van burgemeesters van de voormalige Nederlandse gemeente Baardwijk tot die gemeente in 1922 samen met Besoijen opging in de gemeente Waalwijk.
| Ambtsperiode                        | Naam burgemeester                     | Partij of stroming | Geboren en gestorven                                    | Bijzonderheden                                   |
| ----------------------------------- | ------------------------------------- | ------------------ | ------------------------------------------------------- | ------------------------------------------------ |
| juli 1810 - 31 december 1820        | Gosuinus van Heijst                   |                    | Waalwijk, 26 december 1767 - Waalwijk, 12 augustus 1843 | maire en vanaf 1796 schout                       |
| 1 januari 1821 - juni 1830          | Joannes Floris                        |                    | Woerden, 14 oktober 1766 - Nieuwkuijk, 30 mei 1831      | schout vanaf 1825 burgemeester genoemd           |
| juni 1830 - 6 november 1841         | Johannes Loeff                        |                    | Doeveren, 4 augustus 1770 - Baardwijk, 6 november 1841  | burgemeester, ambtenaar van de burgerlijke stand |
| 10 maart 1842 - 13 januari 1880     | Hendrikus Loeff                       |                    | Baardwijk, 16 juni 1817 - Baardwijk, 13 januari 1880    | zoon van voorganger, burgemeester/secretaris     |
| 1 maart 1880 - 1 september 1919     | Josephus Antonius Johannes van Heijst |                    | Waalwijk, 25 januari 1854 - Baardwijk, 2 maart 1932     | burgemeester, moeder kwam uit de familie Loeff   |
| 1 september 1919 - 31 december 1921 | Matheus Godefridus de Goeij           |                    | Drunen, 9 augustus 1874 - Baardwijk, september 1935     | burgemeester                                     |